# Присила Пресли
Присила Ен Пресли (енгл. Priscilla Ann Presley; Њујорк, 24. мај 1945) америчка је предузетница и глумица. Бивша је супруга америчког певача Елвиса Преслија. Позната је по улози Џене Вејд у серији Далас (1983—1988) и Џејн Спенсер у филму Голи пиштољ (1988).

## Биографија
Рођена је 24. маја 1945. у Бруклину. Отац по мајци јој је био Норвежанин, а баба Британка. Отац јој је био део Америчког ратног ваздухопловства, па се с породицом често селила. Једно време је живела у Висбадену.

## Дела
- Presley, Priscilla (1985). Elvis and Me. Putnam. ISBN 0-399-12984-7.
- Presley, Priscilla; Presley, Lisa Marie (2005). Elvis by the Presleys. Crown. ISBN 0-307-23741-9.